# Omar Kavak
Omar Kavak (Enschede, 24 oktober 1988) is een Nederlands voetballer die doorgaans speelt als aanvaller. In juli 2024 verruilde hij VV Pelikaan-S voor PKC '83.

## Carrière
Kavak kwam in de prille dagen van zijn carrière als voetballer voor vele clubs uit in de regio van Oost-Nederland, voordat hij bij Go Ahead Eagles terechtkwam. Aldaar mocht de aanvaller zich in 2011 aansluiten bij de eerste selectie. In het seizoen 2011/12 kwam Kavak niet in actie voor de club; zijn debuut was pas een seizoen later, namelijk op 18 maart 2013, toen Go Ahead in een thuiswedstrijd tegen Excelsior met 4–1 zegevierde. In het seizoen 2013/14, na de promotie, ging Kavak met Go Ahead mee de Eredivisie in. Daar moest hij vooral tevreden zijn met een aantal invalbeurtjes. In september 2014 trainde Kavak mee bij FC Emmen, waarna hij daar zijn wedstrijden ging spelen in het belofteteam. In de zomer van 2015 stapt hij over naar WKE. Na het faillissement begin 2016 ging hij verder bij SVZW. Aan het begin van het seizoen 2016/17 verkaste de aanvaller naar SC Genemuiden. In de zomer van 2021 nam VV Pelikaan-S de aanvaller onder contract. Drie jaar later verkaste hij naar PKC '83.

## Clubstatistieken
| Seizoen | Club            | Competitie     | Competitie | Competitie | Beker | Beker | Internationaal | Internationaal | Totaal | Totaal |
| Seizoen | Club            | Competitie     | Wed.       | Dlp.       | Wed.  | Dlp.  | Wed.           | Dlp.           | Wed.   | Dlp.   |
| ------- | --------------- | -------------- | ---------- | ---------- | ----- | ----- | -------------- | -------------- | ------ | ------ |
| 2012/13 | Go Ahead Eagles | Eerste divisie | 1          | 0          | 0     | 0     | —              | —              | 1      | 0      |
| 2013/14 | Go Ahead Eagles | Eredivisie     | 5          | 0          | 0     | 0     | —              | —              | 5      | 0      |
| 2014/15 | FC Emmen        | Eerste divisie | 0          | 0          | 0     | 0     | —              | —              | 0      | 0      |
| Totaal  | Totaal          | Totaal         | 6          | 0          | 0     | 0     | 0              | 0              | 6      | 0      |